# Kastrup Station
Kastrup Station er en Metro-station på Amager. Stationen ligger på Østamagerbanen, betjenes af linje M2 og ligger i takstzone 4.
Stationen blev indviet i efteråret 2007, da banen til Københavns Lufthavn, Kastrup åbnede. Kastrup Station ligger i terrænniveau med indgang fra Alleen. Siden 2014 har stationen haft binavnet Den Blå Planet, som følge af de stigende passagertal på stationen efter åbningen af det nærliggende akvarium.
I 2012 var passagertalet pr. dag i gennemsnit 1.600 personer .
Kastrup Station er station for byen Kastrup, ikke for Kastrup Lufthavn. I lufthavnen ligger to andre stationer, der også nogle gange benævnes "Kastrup station". Disse stationers korrekte navne er
- Lufthavnen – endestation for metrolinje M2.
- Københavns Lufthavn, Kastrup – station på Öresunds-toglinjen mellem København H og Malmös centralstation.

## Amagerbanen
Amagerbanen havde også en "Kastrup Station". Stationsbygningen ligger umiddelbart sydvest for metrostationen. Den er tegnet af arkitekt Heinrich Wenck.